# Quirbajou
Quirbajou település Franciaországban, Aude megyében. Lakosainak száma 50 fő (2022. január 1.). Quirbajou Belvianes-et-Cavirac, Belvis, Cailla, Coudons, Marsa, Saint-Martin-Lys és Quillan községekkel határos.

## Népesség
A település népessége az elmúlt években az alábbi módon változott:
| Lakosok száma | 25   | 20   | 29   | 36   | 47   | 46   | 51   | 52   | 51   | 50   |
|               | 1968 | 1982 | 1990 | 2006 | 2013 | 2015 | 2017 | 2019 | 2020 | 2022 |